# Щавно-Жечицьке
Щавно-Жечицьке (пол. Szczawno Rzeczyckie) — село в Польщі, у гміні Задзім Поддембицького повіту Лодзинського воєводства.
У 1975-1998 роках село належало до Серадзького воєводства.